# Antoine Bouvier (dirigeant d'entreprise)
Pour les articles homonymes, voir Antoine Bouvier et Bouvier.
Antoine Bouvier, né à Paris le 11 octobre 1959, est un dirigeant d’entreprise français.

## Biographie

### Études
Antoine Bouvier est diplômé de l’École polytechnique (1981-1984) et de l’École nationale d'administration (1984-1986).

### Carrière professionnelle
Antoine Bouvier a occupé les postes suivants :
- Auditeur à la Cour des comptes
- 1990 : Assistant du directeur de la division aviation civile à l’Aérospatiale
- 1991 : Directeur de division au département d’analyse stratégique
- 1992 : Secrétaire général et directeur industriel d’Avions de transport régional
- 1994 : Vice président des opérations d’Avions de transport régional
- 1998 : PDG d’Avions de transport régional
- 2001 : Vice président exécutif commercial d’Eurocopter
- 2002 : PDG d’Astrium Satellites
- 2007 : PDG de MBDA
- 2019 : Directeur de la stratégie, des fusions-acquisitions et des affaires publiques d'Airbus

### Vie privée
Il est marié et père de cinq enfants.

## Distinctions
- Officier de la Légion d'honneur le 14 avril 2017 (Chevalier du 8 décembre 2005)[2]